# Epitherapis
Epitherapis là một chi bướm đêm thuộc họ Geometridae.